# 10931 Ceccano
10931 Ceccano (1998 DA) là một tiểu hành tinh vành đai chính được phát hiện ngày 16 tháng 2 năm 1998 bởi G. Masi ở Ceccano. Tiểu hành tinh được đặt tên theo tên của thị trấn Italia nơi nó được quan sát.